# ژول مازارن
کاردینال ژول مازارَن (به فرانسوی: Jules Mazarin) (زاده ۱۲ ژوئیه ۱۶۰۲ - درگذشته ۹ مارس ۱۶۶۱) از سیاست‌مداران برجسته ایتالیایی بود که پس از مرگ استاد خود، کاردینال ریشلیو در سال ۱۶۴۲ تا زمان مرگ خود به مدت نوزده سال مقام صدارت‌اعظمی فرانسه را داشت. مازارن با تدارک دیدن و امضای معاهده وستفالی، معاهده پیرنه و معاهده الیوا ابزارهای حقوقی لازم را برای تبدیل شدن فرانسه به قدرت اصلی در قاره اروپا تدارک دید.
نام اصلی او در ایتالیایی جولیو رایموندو ماتزارینو (Giulio Raimondo Mazzarino) بود.

## پیشینه
وی فرزند ماهی‌گیری فقیر در ایتالیا بود ولی به علت هوش فراوانی که در وی عیان بود توانست پس از چندی وارد کلیسا شود. وی پس از رسیدن به مقام کاردینالی عازم فرانسه شد و به خدمت ریشیلیو درآمد. ریشیلیو پس از آن که برای بار اول وی را دید گفت که تا به ان موقع شخصی به فراست و درایت مازارن ندیده‌است و این که شخصی چون کاردینال بزرگ چنین نظری دربارهٔ وی داشت بیانگر ان بود که به زودی به مقامهای عالیه می‌رسید. وی پس از فوت ریشیلیو و سپس لوئی سیزدهم توسط ان دو اتریش نایب‌السلطنهٔ لوئی چهاردهم به صدارت عظمی برگزیده شد و بیش از یک دهه حکم‌ران واقعی فرانسه بود. تا پیش از ظهور گران کنده در جنگهای دورهٔ وی فرانسه چندین بار مغلوب شد که اعتراضات گستردهٔ طبقات بورژوا و پرولتاریا را به همراه داشت. از قیام مردمی گسترده‌ای که زمان وی روی داد با نام شورش فروند یاد می‌کنند که بسیاری شاهزادگان بزرگ چون بوفور البوف کنده کونتی به این نهضت پیوستند. در زمان مازارن شاهزادگان سرکوب شده در زمان ریشیلیو باز سر برآوردند.
مازارن فردی لئیم بود به طوری که فشار مالیاتها در زمان وی بازرگانی فرانسه را دچار رکود کرد. وی حتی پس از بلوغ لوئی چهاردهم قدرت خود در فرانسه را حفظ کرد و تا زمان مرگ زمام دار فرانسه بود. مازران فردی ثروت اندوز بود و ثروتش پس از وی نزد خانواده‌اش در ایتالیا باقی‌ماند. وی در ۱۶۶۱ پس از مدتی مریضی درگذشت و با مرگ وی خورشید لوئی چهاردهم و کولبر طلوع کرد.